# Вяткин, Григорий Никитич
Григо́рий Ники́тич Вя́ткин (~1615 — 1688) — русский оружейный мастер.

## Биография
Около 1635 года Вяткин был принят в Оружейную палату, в её документах впервые упомянут в 1643 г. В челобитной 1649 года указана специальность Вяткина: «Ружейные палаты самопальный мастер». В этом же году в Оружейную палату был принят его ученик — Василий Титов, который, согласно составленной мастером характеристике, был обучен «всякое самопальное дело делать». В этом же году Григорий Вяткин вместе со своим братом Кондратием в росписи записаны с годовым денежным окладом 12 рублей, «хлеба 14 чети, ржи и овса тож».
В 1654 году, в связи с началом Русско-польской войны, Вяткин вместе с царём Алексеем Михайловичем выступил в поход. В 1654—1655 годах Григорий Вяткин с «товарищами» — другими мастерами — упоминается с оружейной казной под Смоленском и Вильной. В 1656 году, с началом военных действий против Швеции, Вяткин принял участие в походе на Ригу, возглавив группу оружейных мастеров, после чего вернулся в Москву.
Григорий Никитич Вяткин специализировался, главным образом, на изготовлении стрелкового оружия. Сохранилось несколько десятков предметов его работы. Как правило, стволы оружия мастер украшал растительным орнаментом, выполненным обронной резьбой и золотой насечкой. Замки, которыми мастер снабжал оружие, были, главным образом, англо-голландского типа («шкоцкие»). В росписи Государевой походной казны 1654 года записаны 2 карабина и пищаль, замки для которых были сделаны Вяткиным, 2 пищали, стволы и замки которых были выполнены им же, и винтовальная пищаль — совместная работа Григория Вяткина и его брата Кондратия. Во всех росписях «подносных дел» 1660-х — 1680-х годов — даров, поднесённых царю к празднику Пасхи — отмечаются изделия Григория Вяткина. В 1661 году за «пару стволов пистольных, наводных золотом», он был награждён 25 рублями. А к 1663 году им была сделана «пищаль винтовальная, ствол о 6 винтах, замок шкоцкой травчатый, золочены сплошь», за что он был пожалован сукном и камкой. Помимо изготовления огнестрельного оружия, на Вяткина иногда возлагали и другие задачи. Так, в 1664 году он выковал для царя бутурлыки, год спустя перековывал для царевича булатную сабельную полосу, в 1670 — зерцало, в 1679 — ерихонскую шапку. В 1672 году ему было «велено сделать к древку тонкому потешному, змей напружинных железных, чтоб по тому древку змей бегал». Помимо этого он принимал активное участие в золочении и серебрении пушек и других вещей. В 1661 году Б. М. Хитрово было велено прислать Григория Вяткина, Василия Титова и Симона Ушакова на Казённый двор к И. Д. Милославскому для осуществления чеканки новых монет, однако этот проект не был осуществлён.
К 1668 году денежное жалование мастера достигло 94 рублей, с учётом кормовых денег, и было самым высоким среди мастеров Оружейной палаты (до него самое высокое жалование получал Никита Давыдов). В Переписной книге 1669 года указано место жительства Вяткина — во Введенском переулке у Большой Сретенской улицы.
Григорий Вяткин активно занимался наставнической деятельностью. В документах упоминается значительное число его учеников, среди которых — его сын Афанасий, в 1663 году принятый в Оружейную палату в мастеровые. Многие из его учеников стали мастерами Оружейной палаты — в том числе Василий Титов, Афанасий Вяткин, Иван Константинов, Игнатий Прохоров.
Умер Вяткин в 1688 году, о чём известно из челобитной его сына Афанасия царям Иоанну и Петру.